# Ogród Wyobraźni
Ogród Wyobraźni – polski zespół rockowy, powstały w 1975 roku w Ełku i kojarzony głównie z nurtem Muzyki Młodej Generacji.

## Historia
Początki grupy sięgają roku 1975. Jego założycielami byli uczniowie ełckiej szkoły muzycznej. Początkowo zespół działał pod nazwą Five Boys (oficjalnie pod nazwami Pięciu Chłopców, a później Pięciu). Grupa grała hard rock z elementami rocka symfonicznego i progresywnego, przywodzący na myśl dokonania Deep Purple, Uriah Heep, Yes, czy Genesis. Pierwszy skład zespołu tworzyli: Janusz Zapolski-Downar (śpiew), Henryk Piekarski (gitara), Marek Wierzbicki (gitara), Leszek Konstantynowicz (gitara), Jacek Olejnik (instrumenty klawiszowe), Bogdan Łoś (gitara basowa), Krzysztof Osiecki (perkusja). Zespół od początku cieszył się lokalną popularnością. W 1979 roku tworzyli go: J. Zapolski-Downar, J. Olejnik, B. Łoś (gitara) oraz Władysław Jankowski (gitara basowa) i Sławomir Chabski (perkusja). Wtedy też grupa przyjęła nazwę Ogród Wyobraźni.
Zespół zadebiutował na I Festiwalu Muzyki Młodej Generacji w Jarocinie (1980), gdzie bezapelacyjnie zwyciężył. Występ ten przyniósł mu rozgłos i odtąd koncertował na największych krajowych festiwalach muzycznych, takich jak: Rockowisko w Łodzi, Rock na Wyspie we Wrocławiu, Pop Session w Sopocie, Rock Jamboree w Warszawie. W plebiscycie publiczności wyprzedził, m.in. takie formacje jak: Argus, Cytrus, Dżem, Easy Rider, czy Układ. Ogród Wyobraźni nagrywał dla Polskiego Radia, lecz wówczas nie doczekał się płyty. W 1983 roku borykającego się z nałogiem J. Downara-Zapolskiego zastąpiła Elżbieta Grzegorczyk. Kilkanaście tygodni później zespół, w zmienionym składzie (Olejnik, Łoś, Chabski oraz gitarzysta Wojciech Dębski, klawiszowiec Cezary Hirsztritt i basista Jarosław Ciereszko) zaprezentował w Jarocinie swój nowy program, po czym zawiesił działalność.
17 czerwca 1985 w wyniku przedawkowania narkotyków umiera basista Władysław Jankowski. W 1988 roku doszło na krótko do reaktywacji grupy w składzie: Jacek Olejnik, Bogdan Łoś, Sławomir Chabski oraz nowy basista Jarosław Fiebrich i wokalista Kazimierz Barlasz.
Po latach, w 2007 roku wytwórnia Metal Mind Productions wydała pierwszą płytę zespołu Świątynia dumania, a rok później następną Live At Kongresowa.

## Muzycy
Źródło.                                                                                           
- Janusz Zapolski-Downar (1961–1995†) – śpiew
- Elżbieta Grzegorczyk – śpiew
- Henryk Piekarski – gitara
- Marek Wierzbicki – gitara
- Leszek Konstantynowicz – (1960–2019†) gitara
- Jacek Olejnik – instrumenty klawiszowe
- Bogdan Łoś – gitara basowa, gitara
- Władysław Jankowski (1956–1985†) – gitara basowa
- Jarosław „Zebra” Fiebrich (1964–2004†) – gitara basowa
- Rafał Filip Sakiewicz  (1973-2022) - gitara basowa (epizod)
- Krzysztof Osiecki – perkusja
- Sławomir Chabski (1960–2011†) – perkusja
- Janusz Panasewicz – śpiew (krótki epizod z lat 70.)

## Dyskografia
Źródło.
- Świątynia dumania (2007, CD)
- Live at Kongresowa (2008, CD)
- 1979–1983 (2022, 4 CD)